# Medal of Honor: Vanguard
Medal of Honor: Vanguard је игра из серијала Medal of Honor. Развио ју је Electronic Arts Los Angeles за Wii и PlayStation 2 платформе.

## Могућности

### Основно
Играч је стављен у улогу Франка Кигена, америчког војника, припадника 82. ваздушнодесантне дивизије. Касније је прекомандован у 17. ваздушнодесантну дивизију након Операције Маркет Гарден.
Ова игра ја слична игри Medal of Honor: Airborne. Играч има могућност да бира и подешава оружја.
На почетку сваког нивоа играч падобранским скоком долази на бојно поље уз могућност да бира где ће пасти. Играч који погоди одређено место ту ће наћи оружје и друге додатке. У зависности од ових фактора мисије добијају другачији ток.
Игра је идентична за обе платформе осим што игра за Wii садржи Wii Remote.
Могућност управљања возилима није укључена у игру у складу са жељама развојног тима да игру фокусира на борбе пешадинаца.

### Операције
Игра обухвата савезничке падобранске операције које су се одиграле између 1943. и 1945. То су:
- Операција Хаски Сицилија
- Операција Детроит Француска
- Операција Маркет Гарден Холандија
- Операција Варсити Немачка

### Мод за више играча
Мод за више играча је укључен у игру. Постоји могућност играња 2—4 играча на подељеном екрану.

### Пријем
IGN.com оценио је игру оценом 7 (од 10) док је Gamespot дао оцену 5,5 од 10. Највише критика упућено је лошем графичком енџину, недостатку подршке за играње у мрежи, лошој интелигенцији противника. Као велики недостатак игре истицано је и то да је највећи број елемената већ виђен у бројним играма овог жанра. Ајрон Томс, који пише приказа игара за сајт Gamespot, прокоментарисао је: Не постоји разлог да изаберете PlayStation 2 верзију игре, а пошто је Wii верзија скупља мало је разлога и за ову куповину. Британски сајт Mansized оценио је игру оценом 2/5.